# 打浦路隧道
打浦路隧道是上海第一条跨越黄浦江、连接浦东与浦西的隧道，为单管两车道相向行驶。隧道浦西出入口在日晖东路中山南一路，复线另有一入口在龙华路大木桥路，浦东出入口在耀华路长清路，由于直接贯穿上海世博园，加上浦东出口距园区7号门较近，因此上海世博会期间，隧道直接为世博会交通提供服务，全长2,736米。隧道于1960年筹建，1966年初动工，1970年10月竣工，1971年6月正式通车。建成时为中国第一条江底隧道。该隧道初名黄浦江隧道，工程代号为“651工程”，属战备工程，并且做了防原子弹设计。打浦路隧道的建成，突破轮渡为上海过黄浦江唯一手段的格局，机动车从隧道过江仅需6分钟。2008年12月26日，打浦路隧道的复线工程开始掘进，新隧道设计为两车道，将与原来的老隧道共同构成双向四车道，2009年7月11日，打浦路隧道全封闭整修，2009年9月9日，打浦路隧道复线贯通，2010年1月4日，打浦路隧道恢复公交车通行，2010年2月11日，打浦路隧道及复线全部开通。